# Club Social Deportivo Bolívar
El Club Especializado Formativo "Deportivo Bolívar" fue un equipo de fútbol profesional de Machala, Provincia de El Oro, Ecuador aunque la sede actualmente es en la ciudad de Piñas. Fue fundado el 28 de enero de 1992. Se desempeñó en la Segunda Categoría del Campeonato Ecuatoriano de Fútbol.

## Historia

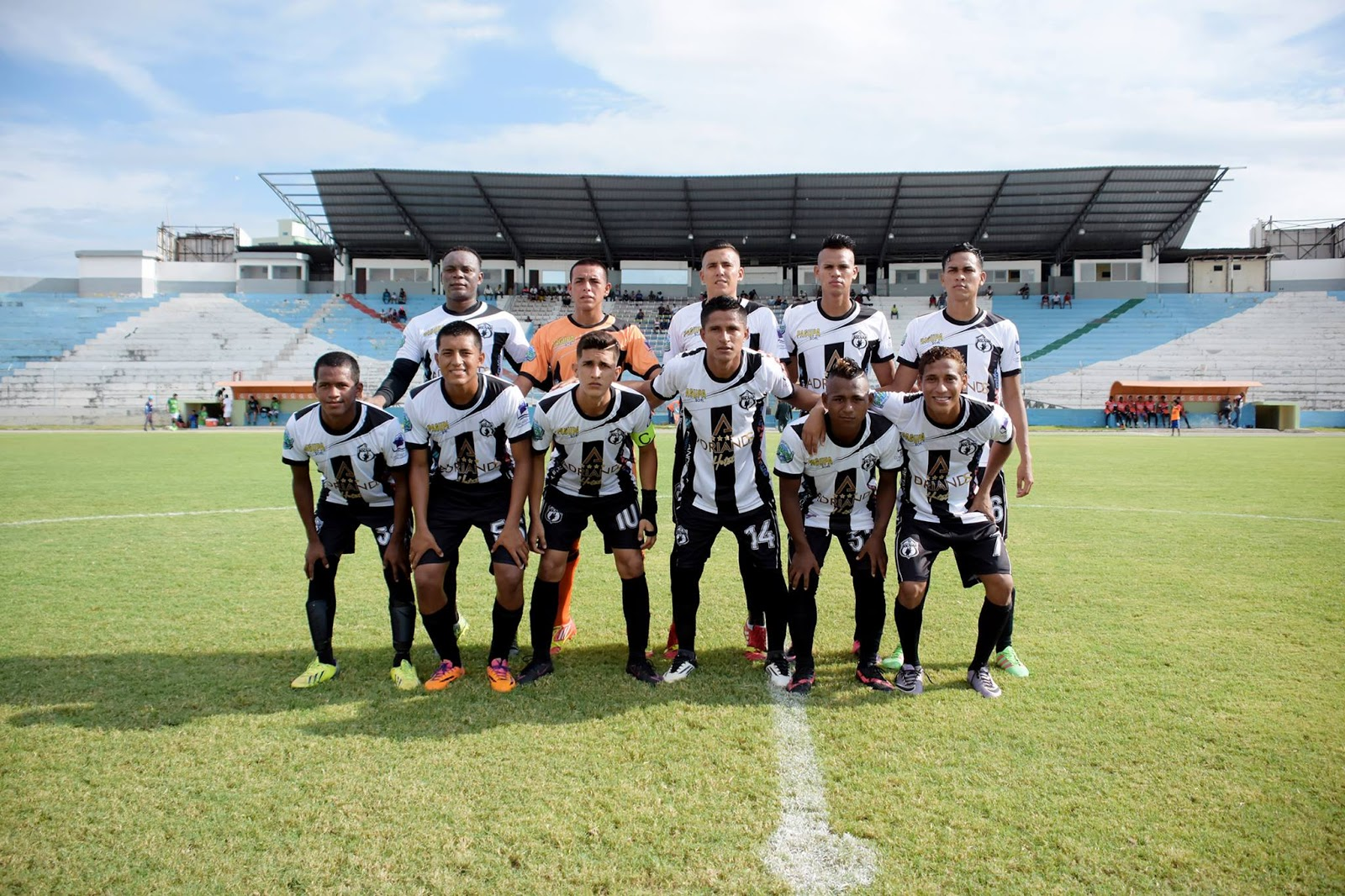
Imagen del partido entre Deportivo Bolívar y El Orense SC, disputado en el Estadio 9 de Mayo por el Campeonato Ecuatoriano de Fútbol Segunda Categoría 2017.

Un 20 de agosto de 1991 aparece en el ambiente del fútbol el popular Deportivo Bolívar, con sede en Puerto Bolívar.  Un año más tarde, 1992, interviene por primera vez y accede al zonal de ascenso en calidad de subcampeón, junto al Audaz Octubrino.
Deportivo Bolívar en los años siguientes tuvo una serie de altibajos. Era un mero participante, con jugadores criollos; sin embargo, con la llegada de los Hnos Mina (Jair y Ricardo), quienes  estaban al frente de Las Águilas, Deportivo Bolívar se convierte en gran animador de los torneos de segunda en El Oro.
En el 2010 y 2011 “peleó” codo a codo con los grandes del fútbol de segunda en El Oro. En el 2012 da el gran campanazo al proclamarse subcampeón, con una brillante campaña. En la primera etapa fue parte del grupo “C”, denominado de la “muerte”. Se ubicó primero, por encima del actual campeón, Orense SC; dejó en el camino al fuerte elenco de Huaquillas FC, al ganarle cuatro de los seis puntos; 2-1 en Huaquillas y 1-1 en Puerto Bolívar.
En la campaña total perdió dos partidos en el hexagonal final: 2-1 ante ATV Piñas, en Piñas; y 1-0 contra Orense SC, en Machala.
Tuvo el privilegio de estar invicto durante nueve fechas; en la décima perdió esa condición, ante Orense SC (1-0), con gol de Jimmy Lozano.
El 90% de los jugadores que militan en Deportivo Bolívar son oriundos de los cantones: Piñas, Portovelo y Zaruma. 
Hasta 2021, el club se desempeñaba en la Segunda Categoría (tercera división del fútbol ecuatoriano) hasta su disolución en ese mismo año por parte de la Comisión Disciplinaria de la FEF, luego de no presentarse en el partido de vuelta de los dieciseisavos. de Final de la fase nacional ante La Unión de Cotopaxi, ganando este último 3 a 0 por w/o.

## Palmarés

### Torneos provinciales
| Competición                       | Títulos | Subcampeonatos    |
| --------------------------------- | ------- | ----------------- |
| Segunda Categoría de El Oro (0/3) |         | 1992, 1993, 2012. |